# Філософія музики
Філософія музики (англ. Philosophy of music) — розділ естетики, в рамках якого досліджують засадничі питання, що стосуються музики. Філософське вивчення музики має багато зв'язків з філософськими питаннями у метафізиці та естетиці. Деякі основні питання у філософії музики:
- Що таке музика? (Яке визначення музики? Якими є необхідні і достатні умови для класифікації чогось як музики?)
- Який взаємозв'язок між музикою і розумом?
- Що історія музики розкриває нам про світ?
- Який зв'язок між музикою та емоціями?
- Що таке сенс у стосунку до музики?
- Який зв'язок між текстом і музикою?
- Як провести різницю між формою і змістом у музичному творі?
- Який вплив музики на формування духовності і поведінки людини?